# Gradówek (gromada)
Gradówek (do 31 XII 1959 Niwnice) – dawna gromada, czyli najmniejsza jednostka podziału terytorialnego Polskiej Rzeczypospolitej Ludowej w latach 1954–1972.
Gromady, z gromadzkimi radami narodowymi (GRN) jako organami władzy najniższego stopnia na wsi, funkcjonowały od reformy reorganizującej administrację wiejską przeprowadzonej jesienią 1954 do momentu ich zniesienia z dniem 1 stycznia 1973, tym samym wypierając organizację gminną w latach 1954–1972.
Gromadę Gradówek z siedzibą GRN w Gradówku utworzono 1 stycznia 1960 w powiecie lwóweckim w woj. wrocławskim w związku z przeniesieniem siedziby GRN gromady Niwnice z Niwnic do Gradówka i zmianą nazwy jednostki (zwiększonej tego samego dnia o wieś Rząsiny) na gromada Gradówek. Dla gromady ustalono 22 członków gromadzkiej rady narodowej.
Gromada przetrwała do końca 1972 roku, czyli do kolejnej reformy gminnej.